# B-Juniorinnen-Bundesliga 2016/17
Die Saison 2016/17 der B-Juniorinnen-Bundesliga war die fünfte Spielzeit der B-Juniorinnen-Bundesliga. Die Saison begann am 3. September 2016. Gespielt wurde in drei Staffeln mit jeweils zehn Mannschaften. Die drei Staffelsieger sowie der Zweite der Staffel Nord qualifizierten sich für die anschließende Endrunde um die deutsche Meisterschaft. Die zwei letztplatzierten Mannschaften der drei Staffeln stiegen in die untergeordneten Ligen ab.
Der FC Bayern München sicherte sich die Meisterschaft durch einen 2:1-Finalsieg über den 1. FFC Turbine Potsdam. Für die Münchenerinnen war es der dritte deutsche Meistertitel.

## Staffel Nord/Nordost
Der amtierende deutsche Meister 1. FFC Turbine Potsdam sicherte sich zum vierten Mal in fünf Jahren die Staffelmeisterschaft. Aufsteiger Hertha 03 Zehlendorf und der 1. FC Union Berlin mussten absteigen.

### Tabelle
| Pl.               | Verein                     | Sp. | S  | U | N  | Tore    | Diff. | Punkte |
| ----------------- | -------------------------- | --- | -- | - | -- | ------- | ----- | ------ |
| 1.                | 1. FFC Turbine Potsdam (M) | 18  | 13 | 2 | 3  | 052:170 | +35   | 41     |
| 2.                | SV Meppen                  | 18  | 11 | 6 | 1  | 037:100 | +27   | 39     |
| 3.                | Werder Bremen              | 18  | 11 | 2 | 5  | 047:190 | +28   | 35     |
| 4.                | Magdeburger FFC            | 18  | 10 | 3 | 5  | 059:140 | +45   | 33     |
| 5.                | FF USV Jena                | 18  | 9  | 6 | 3  | 052:170 | +35   | 33     |
| 6.                | 1. FC Neubrandenburg 04    | 18  | 8  | 2 | 8  | 030:410 | −11   | 26     |
| 7.                | VfL Wolfsburg              | 18  | 6  | 4 | 8  | 048:290 | +19   | 22     |
| 8.                | Hamburger SV (N)           | 18  | 4  | 4 | 10 | 015:410 | −26   | 16     |
| 9.                | Hertha 03 Zehlendorf (N)   | 18  | 3  | 0 | 15 | 006:860 | −80   | 09     |
| 10.               | 1. FC Union Berlin         | 18  | 0  | 1 | 17 | 009:810 | −72   | 01     |
| Stand: Saisonende |                            |     |    |   |    |         |       |        |

| (M) | Deutscher Meister der Vorsaison |
| (N) | Aufsteiger                      |

### Aufstiegsrunde Nord
Aus dem Bereich des Norddeutschen Fußball-Verbandes stieg der Osnabrücker SC auf. Osnabrück wurde Vizemeister der Niedersachsenliga hinter der TSG Ahlten. Holstein Kiel und der SV Henstedt-Ulzburg aus Schleswig-Holstein zogen ihre Bewerbungen zurück.

### Aufstiegsrunde Nordost
Aus dem Bereich des Nordostdeutschen Fußballverbandes steigt Blau-Weiß Hohen Neuendorf auf.

## Staffel West/Südwest
Erstmals sicherte sich der 1. FC Köln den Staffeltitel. Titelverteidiger FSV Gütersloh 2009 wurde Dritter. Die Abstiegsplätze belegten der 1. FC Saarbrücken und der VfL Bochum. Da der TSV Schott Mainz seine Mannschaft zurückzog verlieben die Saarbrückerinnen in der Bundesliga. Das Spiel Gütersloh gegen Mainz wurde mit 2:0 für Gütersloh gewertet, da die Mainzerinnen nicht angetreten waren.

### Tabelle
| Pl.               | Verein                   | Sp. | S  | U | N  | Tore    | Diff. | Punkte |
| ----------------- | ------------------------ | --- | -- | - | -- | ------- | ----- | ------ |
| 1.                | 1. FC Köln               | 18  | 13 | 3 | 2  | 053:120 | +41   | 42     |
| 2.                | SGS Essen                | 18  | 11 | 5 | 2  | 043:150 | +28   | 38     |
| 3.                | FSV Gütersloh 2009       | 18  | 11 | 3 | 4  | 041:190 | +22   | 36     |
| 4.                | Borussia Mönchengladbach | 18  | 11 | 2 | 5  | 039:240 | +15   | 35     |
| 5.                | SC 13 Bad Neuenahr       | 18  | 6  | 4 | 8  | 012:250 | −13   | 22     |
| 6.                | Bayer 04 Leverkusen      | 18  | 6  | 3 | 9  | 029:310 | −2    | 21     |
| 7.                | TSV Schott Mainz (N)     | 18  | 5  | 5 | 8  | 017:310 | −14   | 20     |
| 8.                | MSV Duisburg (N)         | 18  | 4  | 3 | 11 | 014:360 | −22   | 15     |
| 9.                | 1. FC Saarbrücken        | 18  | 2  | 6 | 10 | 019:420 | −23   | 12     |
| 10.               | VfL Bochum               | 18  | 2  | 4 | 12 | 017:470 | −30   | 10     |
| Stand: Saisonende |                          |     |    |   |    |         |       |        |

## Staffel Süd
Der FC Bayern München holte sich zum dritten Mal die Staffelmeisterschaft. Titelverteidiger Hoffenheim belegte Platz vier. Absteigen mussten Eintracht Frankfurt und der SV 67 Weinberg.

### Tabelle
| Pl.               | Verein                  | Sp. | S  | U | N  | Tore    | Diff. | Punkte |
| ----------------- | ----------------------- | --- | -- | - | -- | ------- | ----- | ------ |
| 1.                | FC Bayern München       | 18  | 16 | 1 | 1  | 046:100 | +36   | 49     |
| 2.                | 1. FFC Frankfurt        | 18  | 12 | 4 | 2  | 045:160 | +29   | 40     |
| 3.                | SC Freiburg             | 18  | 11 | 5 | 2  | 040:100 | +30   | 38     |
| 4.                | TSG 1899 Hoffenheim     | 18  | 8  | 5 | 5  | 027:210 | +6    | 29     |
| 5.                | 1. FC Nürnberg          | 18  | 9  | 1 | 8  | 035:190 | +16   | 28     |
| 6.                | SV Alberweiler          | 18  | 8  | 2 | 8  | 034:210 | +13   | 26     |
| 7.                | VfL Sindelfingen        | 18  | 7  | 3 | 8  | 031:280 | +3    | 24     |
| 8.                | TSV Crailsheim (N)      | 18  | 1  | 6 | 11 | 009:320 | −23   | 09     |
| 9.                | Eintracht Frankfurt (N) | 18  | 2  | 1 | 15 | 009:760 | −67   | 07     |
| 10.               | SV 67 Weinberg          | 18  | 1  | 2 | 15 | 011:540 | −43   | 05     |
| Stand: Saisonende |                         |     |    |   |    |         |       |        |

### Aufstiegsrunde
An der Aufstiegsrunde nahmen die SpVgg Greuther Fürth aus Bayern, der FSV Hessen Wetzlar aus Hessen und der Karlsruher SC aus Baden-Württemberg teil. Gespielt wurde am 3., 10. und 15. Juni. Karlsruhe und Wetzlar setzten sich durch und stiegen auf.
|                      | Ergebnis |                      |
| -------------------- | -------- | -------------------- |
| FSV Hessen Wetzlar   | 1:1      | SpVgg Greuther Fürth |
| SpVgg Greuther Fürth | 0:2      | Karlsruher SC        |
| Karlsruher SC        | 1:1      | FSV Hessen Wetzlar   |

| Pl. | Verein               | Sp. | S | U | N | Tore    | Diff. | Punkte |
| --- | -------------------- | --- | - | - | - | ------- | ----- | ------ |
| 1.  | Karlsruher SC        | 2   | 1 | 1 | 0 | 003:100 | +2    | 04     |
| 2.  | FSV Hessen Wetzlar   | 2   | 0 | 2 | 0 | 002:200 | ±0    | 02     |
| 3.  | SpVgg Greuther Fürth | 2   | 0 | 1 | 1 | 001:300 | −2    | 01     |

## Endrunde um die Deutsche B-Juniorinnen-Meisterschaft 2017
Folgende Mannschaften qualifizierten sich sportlich für die Endrundenspiele:
| - Meister der Staffel Nord/Nordost: 1. FFC Turbine Potsdam - Meister der Staffel West/Südwest: 1. FC Köln | - Meister der Staffel Süd: FC Bayern München - Vizemeister der Staffel Nord/Nordost: SV Meppen |

### Halbfinale
Gespielt wird am 3. und 10. Juni 2017.
|                   | Gesamt |                        | Hinspiel  | Rückspiel |
| ----------------- | ------ | ---------------------- | --------- | --------- |
| 1. FC Köln        | 1:9    | 1. FFC Turbine Potsdam | 1:3 (0:1) | 0:6 (0:2) |
| FC Bayern München | 3:1    | SV Meppen              | 3:0 (3:0) | 0:1 (0:0) |

### Finale
| FC Bayern München                              | FC Bayern München | 1. FFC Turbine Potsdam | 1. FFC Turbine Potsdam |
| ---------------------------------------------- | --- | --- | ---------------------- |
| FC Bayern München                              | \| Finale \| \| 17. Juni 2017 in Aschheim (Sportpark Aschheim) \| \| Ergebnis: 2:1 (2:0) \| \| Zuschauer: 709 \| \| Schiedsrichterin: Miriam Schwermer (Rieder) \|                                                           | \| Finale \| \| 17. Juni 2017 in Aschheim (Sportpark Aschheim) \| \| Ergebnis: 2:1 (2:0) \| \| Zuschauer: 709 \| \| Schiedsrichterin: Miriam Schwermer (Rieder) \|                                                                            | 1. FFC Turbine Potsdam |
| FC Bayern München                              | Katriina Talaslahti – Andrea Gavrić, Anja Suttner, Andrea Brunner, Julia Pollak (65. Celina Costantini), Leonie Köster, Adriana Wehrens, Anna Müller, Maral Artin, Verena Wieder, Laura Donhauser Cheftrainerin: Carmen Roth | Marie Heinze – Laura Flügge, Emily Grace Lehwald, Angelina Barthel, Gina-Maria Chmielinski, Lina Albrecht, Lea Bahnemann, Marie-Therese Höbinger, Lea Nitschke (41. Corinna Statz), Melissa Kössler, Marlene Müller Cheftrainer: Sven Weigang | 1. FFC Turbine Potsdam |
| FC Bayern München                              | 1:0 Wieder (27.) 2:0 Wieder (32.) | 2:1 Müller (54.) | 1. FFC Turbine Potsdam |
| FC Bayern München                              | Gavric | | 1. FFC Turbine Potsdam |
| Finale                                         | | |                        |
| 17. Juni 2017 in Aschheim (Sportpark Aschheim) | | |                        |
| Ergebnis: 2:1 (2:0)                            | | |                        |
| Zuschauer: 709                                 | | |                        |
| Schiedsrichterin: Miriam Schwermer (Rieder)    | | |                        |